# Sa Pobla
Sa Pobla (span. La Puebla) ist eine der 53 Gemeinden der spanischen Baleareninsel Mallorca. 

## Bevölkerung und Wirtschaft
Sie zählt 14.630 Einwohner (Stand: 2024), davon leben 11.912 im gleichnamigen Ort. Im Jahr 2006 betrug der Ausländeranteil in der Gemeinde 19,6 % (2.375), der Anteil deutscher Einwohner 0,6 % (76). Haupteinnahmequelle ist die landwirtschaftliche Nutzung der umliegenden fruchtbaren und wasserreichen Böden insbesondere für den Anbau von Kartoffeln.

## Infrastruktur
Städtebaulich fällt Sa Pobla durch eine dichte, meist mehrgeschossige Blockbebauung entlang fast ausschließlich rechtwinklig aufeinandertreffender Straßen auf, die durch eine äußere Ringstraße umgeben ist, welche etwa einem an den Ecken abgerundeten Quadrat gleicht. Während die Fläche innerhalb der Ringstraße fast vollständig dicht bebaut ist, gibt es außerhalb des Rings fast keine Gebäude.
Sa Pobla ist mit einer Stichbahn an das mallorquinische Eisenbahnnetz angeschlossen. Die ursprüngliche, seit 1878 bestehende Bahnstrecke bis ins Zentrum wurde 1981 geschlossen, 19 Jahre später aber mit einem Endbahnhof am Stadtrand erneut wiederbelebt und im Oktober 2018 elektrifiziert.
Zwei gut ausgebaute Landstraßen verbinden Sa Pobla mit der knapp zwei Kilometer entfernten Autobahn Ma-13.

## Sehenswürdigkeiten
- Pfarrkirche aus dem 17. Jahrhundert
- Museu d’Art Contemporani (Museum für zeitgenössische Kunst)
- Santa Margalida de Crestatx

## Burka-Verbot

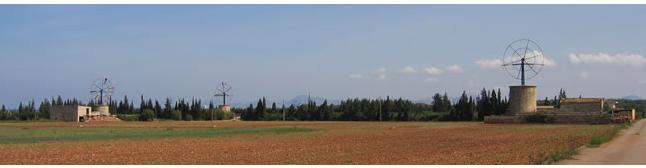
Panorama sa Pobla

Am 5. September 2011 beschloss der Gemeinderat von Sa Pobla mit absoluter Mehrheit der Partido Popular (PP) als erste Gemeinde Mallorcas ein Verbot der Vollverschleierung (Burkaverbot). Bei Verstößen sind Geldbußen zwischen 50 und 200 Euro, im Wiederholungsfall bis 3000 Euro vorgesehen.

## Persönlichkeiten
- Simón Andreu (* 1941), spanischer Schauspieler
- Miquel Bennàssar Bibiloni (* 1964), spanischer Organist, Pianist und Cembalist
- Valtònyc (* 1993), spanischer Rapper